# Hans Sarpei
Hans Adu Sarpei (Tema, 1976. június 28. –) ghánai-német labdarúgóhátvéd.

## Pályafutása

### A válogatottban
2000. október 7-én mutatkozott be a ghánai válogatottban a 2002-es afrikai nemzetek kupája selejtezőn, Zimbabwe elleni 4-1-es győzelem során. Háromszor (2006, 2008, 2010) szerepelt az Afrika-kupa keretben, kétszer pedig a világbajnokságra (2006, 2010) is eljutott.
2000 és 2010 között 36 mérkőzésen lépett pályára a válogatottban és 1 gólt szerzett.

### A médiában
2016-ban bejelentették, hogy a Netflix Ultimate Beastmaster című valóságshow-jának műsorvezetője lesz.
Balthasart alakította a  2015-ös 3 Türken & ein Baby című filmben.

## Sikerei, díjai

### Klubcsapattal
Schalke 04
- Német kupa: 2010–11
- Német szuperkupa 2011

### A válogatottal
Ghána
- Afrikai nemzetek kupája: 
  - ezüstérmes: 2010
  - bronzérmes: 2008